# I Heart Connecticut
"I Heart Connecticut" é o décimo nono episódio da quinta temporada da série de televisão de comédia de situação norte-americana 30 Rock, e o 99.° da série em geral. Teve o seu enredo co-escrito pelo produtor Vali Chandrasekaran e o assistente Jon Haller, enquanto a realização ficou sob responsabilidade de Stephen Lee Davis. A sua transmissão nos Estados Unidos ocorreu através da National Broadcasting Company (NBC) na noite de 14 de Abril de 2011. Os atores convidados para o episódio foram Rob Riggle, Steve Cirbus, e Seth Kirschner. O produtor e argumentista norte-americano Phil Rosenthal também participou desempenhando uma versão fictícia de si mesmo.
No episódio, Liz Lemon (interpretada por Tina Fey) e o estagiário Kenneth Parcell (Jack McBrayer) tentam descobrir o paradeiro de Tracy Jordan (Tracy Morgan), que se encontra escondido algures na Cidade de Nova Iorque, para que possam salvar o The Girlie Show with Tracy Jordan (TGS), programa de televisão no qual Liz é argumentista-chefe e Tracy é o astro principal. Enquanto isso, Jenna Maroney (Jane Krakowski) está escalada para estrelar um filme pornográfico de tortura mas, depois de vários percalços, o executivo Jack Donaghy (Alec Baldwin) acaba dando-lhe uma mão. Nos estúdios do TGS, o produtor Pete Hornberger (Scott Adsit) torna-se um campeão de luta de braço entre a equipa.
Em geral, "I Heart Connecticut" deixou os críticos especialistas em televisão do horário nobre com impressões divergentes. De acordo com as estatísticas publicadas pelo serviço de registo de audiências Nielsen Ratings, o episódio foi assistido em 4,45 milhões de domicílios norte-americanos durante a sua transmissão original, e foi-lhe atribuída a classificação de 2,2 e seis de share por entre os telespectadores do perfil demográfico dos adultos entre os dezoito aos 49 anos de idade.

## Produção
"I Heart Connecticut" é o décimo nono episódio da quinta temporada de 30 Rock. Teve o seu enredo co-escrito por Vali Chandrasekaran, produtor da temporada, e Jon Haller, assistente de guionistas. Para Chandrasekaran, marcou a quarta vez a se responsabilizar pelo argumento de um episódio — após "Winter Madness" e "Khonani" na temporada anterior, e ainda "It's Never Too Late for Now" nesta temporada — enquanto para Haller, foi a sua segunda e última vez, após "Future Husband" na temporada anterior. O realizador deste episódio foi Stephen Lee Davis que assim recebeu o seu segundo e penúltimo crédito por este trabalho na série, após "Don Geiss, America and Hope" na quarta temporada.

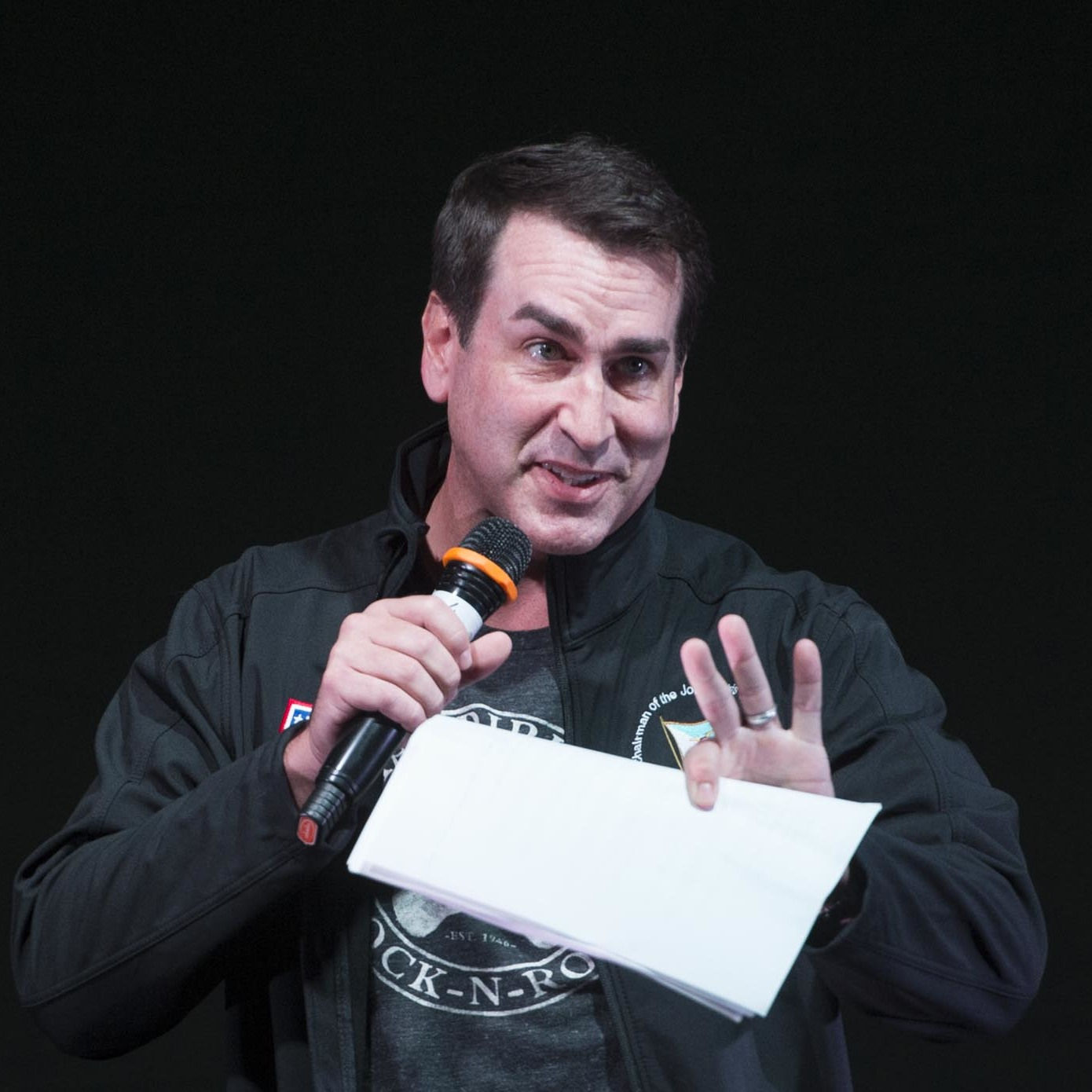
O comediante Rob Riggle fez uma participação em "I Heart Connecticut."

O comediante Rob Riggle fez uma participação em "I Heart Connecticut" interpretando Reggie, um membro da equipa do TGS que engana Pete. Riggle é amigo de longa data de Jack McBrayer, intérprete do estagiário Kenneth Parcell em 30 Rock, e já contracenou com ele em diversas produções. O produtor e argumentista de televisão Phil Rosenthal também participou do episódio interpretando uma versão fictícia de si mesmo, como Jack recrutou-o para patrocinar o filme pornográfico no qual Jenna irá estrelar. As suas cenas, assim como todas as outras de Jenna no estúdio de Take My Hand, foram filmadas a 23 de Fevereiro de 2011. Em Dezembro de 2010, foi reportado que Tracy Morgan estaria ausente de pelo menos dois episódios do seriado programados para transmissão em Março de 2011, isto devido a um período de recuperação garantido pela equipa de 30 Rock para que o ator se pudesse recuperar de uma cirurgia de transplante renal realizada no dia 10 daquele mês. Este anúncio veio seis meses depois de Grizz Chapman, outro integrante do elenco de 30 Rock, ter também passado por uma cirurgia de transplate renal. Tina Fey, produtora executiva e co-showrunner da série, acordou com a sua equipa de argumentistas que iriam explicar a ausência de Morgan nos episódios explicando que ele estava a passar por "algum tipo de colapso por causa de uma coisa boa que aconteceu com ele." "I Heart Connecticut" marcou o retorno de Morgan à quinta temporada de 30 Rock.
O actor e comediante Judah Friedlander, intérprete da personagem Frank Rossitano em 30 Rock, é conhecido pelos seus bonés de camioneiro de marca registada que usa dentro e fora da personagem Frank. Os chapéus normalmente apresentam palavras ou frases curtas estampadas neles. Friedlander afirmou que ele próprio é quem faz os acessórios. Revelou também que "alguns deles são brincadeiras íntimas, e alguns são simplesmente piadas." A ideia veio do persona de Friedlander nas suas apresentações de comédia stand up, nas quais os objectos de adorno estão todos estampados com a escrita "campeão mundial" em línguas e aparências diferentes. Em "I Heart Connecticut," Frank usa bonés que leem "Plumber College" e "Busy Signal."
À medida na qual os créditos finais vão rolando, em estilo similar a programas de competição de talentos, um locutor diz para enviar a mensagem de texto "Liz" para o número 62288 para votar em Liz. Os telespectadores receberam uma resposta dizendo: "Obrigado pelo seu voto! A última pessoa a gastar 99 centavos em mim foi Dennis Duffy quando me comprou um chapéu de espuma do Dia de São Patrício... para o Natal de 2004. Lemon, out!" Neste episódio, Liz diz que quando esteve no museu de estátuas Madame Tussauds, ela "socou o verdadeiro Levar Burton." Donald Glover, antigo membro da equipa de guionistas de 30 Rock, estrelava no seriado Community (2009) naquela altura, no qual a sua personagem é obcecada por Burton.

## Enredo
Após tomarem conhecimento de que Tracy Jordan (Tracy Morgan) ainda está algures na Cidade de Nova Iorque, Liz Lemon (Tina Fey) e Kenneth Parcell (Jack McBrayer) decidem procurar por ele para encontrá-lo antes que a alta administração da NBC possa cancelar o TGS devido à ausência dele. A busca deles leva-os a um armazém no qual Tracy aparentemente se escondeu até recentemente. Liz, então, decide encenar outra conversa via vídeo entre Kenneth e Tracy, na esperança de que o último de alguma forma desista de esconder a sua localização. Apesar de Kenneth em grande parte entregar o estratagema, Liz reconhece onde ele está escondido — o andar de cima não utilizado do seu apartamento. A dupla finalmente prende Tracy e convence-o a destruir a sua boa reputação para que possa retornar ao TGS.
Enquanto isso, Jenna Maroney (Jane Krakowski) está programada para estrelar em um filme pornográfico de tortura intitulado Take My Hand mas, ao informar Jack Donaghy (Alec Baldwin) sobre isso, ele apercebe-se que se trata de produção da NBC que fracasou vários anos atrás. Com o orçamento ameaçando não ser suficiente, Jack determina-se a tornar o filme lucrativo de alguma forma, chegando a recrutar o Wal-Mart como patrocinador, assim como Phil Rosenthal, criador e produtor de Everybody Loves Raymond, antes de finalmente modificar o filme para se adequar a um público familiar.
No escritório de argumentistas do TGS, Pete Hornberger (Scott Adsit) discute com Frank Rossitano (Judah Friedlander) sobre de onde eles devem pedir o almoço, o que resulta em uma luta de braço que Pete vence. Sua vitória rende-lhe um novo respeito entre a equipa do programa, mas leva-o a um confronto com um membro desagradável da equipa chamado Reggie (Rob Riggle), a quem ele desafia para uma partida. Inesperadamente, no entanto, Pete e Reggie acabam se unindo enquanto conversam acerca das suas respetivas famílias. Reggie convidou a sua família para assistir à luta de braço, então Pete decide deixá-lo vencer para que o seu filho possa se sentir orgulhoso do seu pai. Em última análise, tudo revela ter sido uma invenção dentro da sua mente, e Pete desperta para se encontrar a perder a partida original contra Frank.

### Análises da crítica

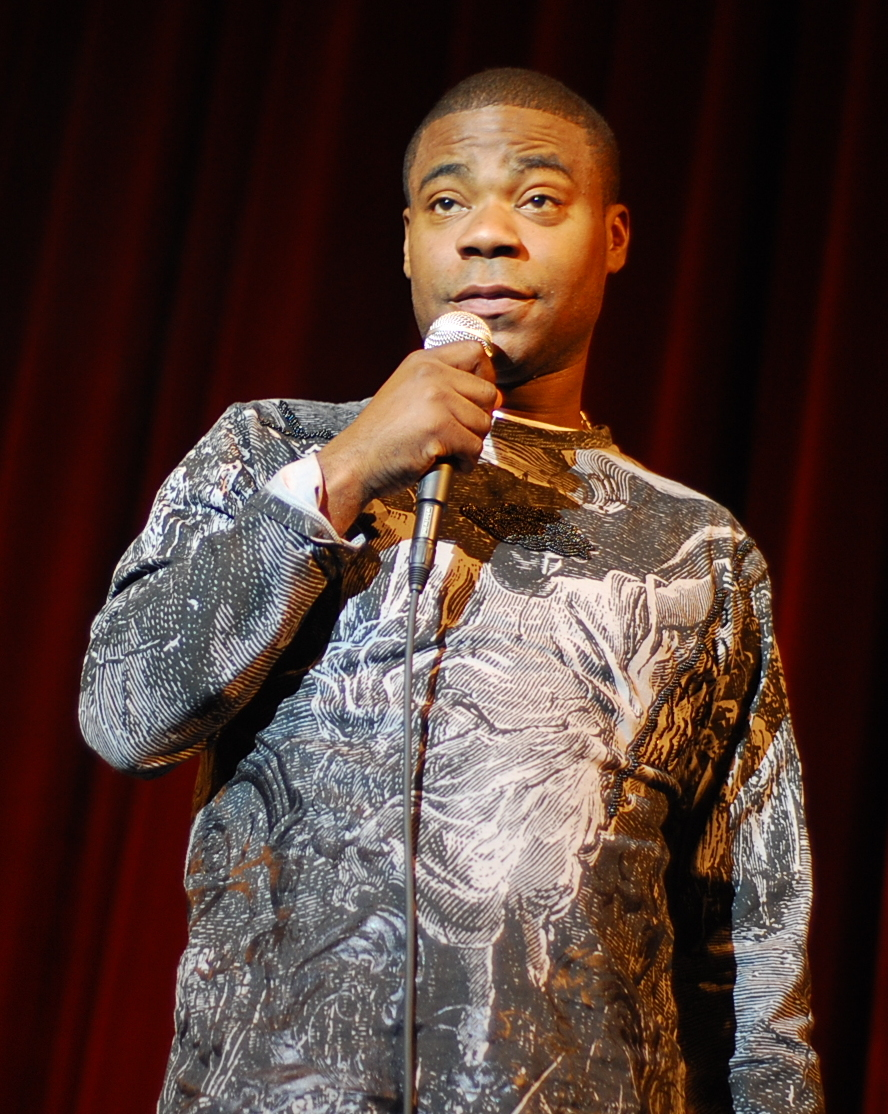
O retorno de Tracy Morgan a 30 Rock foi recebido com aclamação.